# يبرش سميث
يبرش سميث (بالإنجليزية: Burch Smith)‏ هو لاعب كرة قاعدة أمريكي، ولد في 12 أبريل 1990 في تايلر في الولايات المتحدة.

## وصلات خارجية
- يبرش سميث على موقع دوري كرة القاعدة الرئيسي (الإنجليزية)
- يبرش سميث على موقع الدوري الياباني لكرة القاعدة (الإنجليزية)
- يبرش سميث على موقعبيزبول رفرنس.كوم (الدوري الرئيسي) (الإنجليزية)
- يبرش سميث على موقعبيزبول رفرنس.كوم (الدوري الثانوي) (الإنجليزية)
- يبرش سميث على موقع إي إس بي إن.كوم (أم.أل.بي) (الإنجليزية)
- يبرش سميث على موقع مشجعي الرسوم البيانية (الإنجليزية)